# シクローシ・ゲルゲイ
シクローシ・ゲルゲイ（ハンガリー語: Siklósi Gergely、英: Gergely Siklósi、1997年9月4日 - ）は、ハンガリーのフェンシング選手。2021年開催の東京オリンピック男子エペ個人銀メダリスト。

## 経歴
シクローシは、ハンガリー国防軍のスポーツ大隊のメンバーであり、ブダペストの病院で同じくハンガリー代表の選手アンドラーシュ・レードリと共にCovid-19ワクチン接種キャンペーンに参加するよう命じられた。

## 賞
- 2019年 - ハンガリー年間最優秀フェンサー（英語版）